# Copa Libertadores 1996
W trzydziestej siódmej edycji Copa Libertadores udział wzięło 21 klubów reprezentujących wszystkie kraje zrzeszone w CONMEBOL. Każde z 10 państw wystawiło po 2 kluby, nie licząc broniącego tytułu brazylijskiego klubu Grêmio Porto Alegre, który awansował do 1/8 finału bez gry.
Grêmio nie obroniło tytułu, przegrywając w półfinale dwumecz z kolumbijskim klubem América Cali. Także pogromcy obrońcy tytułu nie zdobyli pucharu, przegrywając w finale z argentyńskim klubem River Plate.
W pierwszym etapie 20 klubów podzielono na 5 grup po 4 drużyny. Z każdej grupy do następnej rundy awansowały trzy najlepsze zespoły. Jako szesnasty klub do 1/8 awansował broniący tytułu klub Grêmio.
W 1/8 finału wylosowano osiem par, które wyłoniły ośmiu ćwierćfinalistów. W ćwierćfinale wylosowano cztery pary, które wyłoniły czterech półfinalistów. W półfinale dwie pary wyłoniły dwóch finalistów.
Nadal bardzo wysoki poziom prezentowały kluby kolumbijskie, a jeden z ich przedstawicieli dotarł aż do finału. Do półfinału dotarł także rewelacyjnie spisujący się chilijski klub Club Universidad de Chile, który w walce o finał uległ późniejszemu triumfatorowi, klubowi River Plate.
Nadal bardzo słabo grały kluby z Urugwaju, wskazując, że kryzys klubowej piłki urugwajskiej wciąż trwa. Poniżej oczekiwań wypadły też kluby z Peru i Paragwaju. Jedynym klubem, który nie wygrał żadnego meczu, był wenezuelski klub Caracas FC.

## 1/16 finału

### Grupa 1Ekwador,Paragwaj
| 13.03 Barcelona SC – Espoli Quito 3:2 - Luis Oswaldo Gómez, Carlos Alejandro Alfaro Moreno, Raúl Alfredo Noriega – Teodoro Jauch, José Oleas                 |
| 13.03 Club Olimpia – Cerro Porteño 1:2 - Harles Daniel Bourdier – Jorge Martín Núñez, Juan Carlos Villamayor                                                 |
| 19.03 Espoli Quito – Club Olimpia 1:0 - José Oleas |
| 22.03 Barcelona SC – Club Olimpia 2:1 - Cyrille Makanaky, Carlos Alejandro Alfaro Moreno – Harles Daniel Bourdier                                            |
| 26.03 Espoli Quito – Cerro Porteño 2:1 - Wagner Rivera (2) – Virgilio Romero Ferreira                                                                        |
| 29.03 Barcelona SC – Cerro Porteño 3:2 - Pedro Alcides Sarabia s, Marcelo Morales k, Carlos Alejandro Alfaro Moreno – Arnaldo Andrés Espínola, Neso Espinosa |
| 03.04 Cerro Porteño – Club Olimpia 0:0 |
| 03.04 Espoli Quito – Barcelona SC 1:2 - Bertoni Zambrano – Gilson De Souza,?                                                                                 |
| 09.04 Cerro Porteño – Espoli Quito 2:1 - Virgilio Romero Ferreira, Héctor Núñez k – Gabriel Yépez                                                            |
| 12.04 Club Olimpia – Espoli Quito 2:0 - Gustavo Angel Sotelo (2)                                                                                             |
| 16.04 Cerro Porteño – Barcelona SC 1:0 - Cristaldo |
| 19.04 Club Olimpia – Barcelona SC 1:1 - Harles Daniel Bourdier k – Albeiro Usuriaga                                                                          |

| Klub          | Mecze | Zw | Rem | Por | Pkt | BrZd | BrStr |
| ------------- | ----- | -- | --- | --- | --- | ---- | ----- |
| Barcelona SC  | 6     | 4  | 1   | 1   | 13  | 11   | 8     |
| Cerro Porteño | 6     | 3  | 1   | 2   | 10  | 8    | 7     |
| Espoli Quito  | 6     | 2  | 0   | 4   | 6   | 7    | 10    |
| Club Olimpia  | 6     | 1  | 2   | 3   | 5   | 5    | 6     |

### Grupa 2Peru,Urugwaj
| 13.03 Club Sporting Cristal – Universitario de Deportes 0:2 - Gabriel González k, Jean Franco Ferrari                                                     |
| 19.03 Defensor Sporting – CA Peñarol 2:4 - Jorgeão, Rubén Dos Santos – Carlos Favier Soca, Luis Alberto Romero (2), Heberley Sosa                         |
| 23.03 Universitario de Deportes – CA Peñarol 1:3 - Carlos González – Antonio Pacheco d'Agosti, Washington Eduardo Tais, Pablo Javier Bengoechea           |
| 26.03 Club Sporting Cristal – CA Peñarol 3:3 - Ricardo Jesús Zegarra (2), Julinho – Federico Magallanes, Pablo Javier Bengoechea, Washington Eduardo Tais |
| 30.03 Universitario de Deportes – Defensor Sporting 1:1 - Carazza – Dos Santos                                                                            |
| 02.04 Club Sporting Cristal – Defensor Sporting 0:0 |
| 07.04 Universitario de Deportes – Club Sporting Cristal 1:2 - Alex Rossi – Nolberto Solano, Roberto Carlos Palacios                                       |
| 07.04 CA Peñarol – Defensor Sporting 1:1 - Pablo Javier Bengoechea – Rubén Dos Santos                                                                     |
| 12.04 Defensor Sporting – Universitario de Deportes 2:0 - Sebastián Abreu (2)                                                                             |
| 13.04 CA Peñarol – Club Sporting Cristal 1:1 - Luis Alberto Romero – Roberto Carlos Palacios                                                              |
| 16.04 CA Peñarol – Universitario de Deportes 1:2 - Federico Magallanes – Carazza, Carlos González                                                         |
| 17.04 Defensor Sporting – Club Sporting Cristal 0:0 |

| Klub                      | Mecze | Zw | Rem | Por | Pkt | BrZd | BrStr |
| ------------------------- | ----- | -- | --- | --- | --- | ---- | ----- |
| CA Peñarol                | 6     | 2  | 3   | 1   | 9   | 13   | 10    |
| Defensor Sporting         | 6     | 1  | 4   | 1   | 7   | 6    | 6     |
| Club Sporting Cristal     | 6     | 1  | 4   | 1   | 7   | 6    | 7     |
| Universitario de Deportes | 6     | 2  | 1   | 3   | 7   | 7    | 9     |

### Grupa 3Boliwia,Kolumbia
| 13.03 Atlético Junior – América Cali 1:0 - Víctor Danilo Pacheco                                                                                        |
| 13.03 CD San José – Guabirá Montero 2:1 - Roberto Espíndola (2) – Julio César Amarilla                                                                  |
| 19.03 Guabirá Montero – América Cali 0:2 - Foad Maziri, Antony de Ávila                                                                                 |
| 22.03 CD San José – América Cali 1:0 - Marco Herrera |
| 26.03 Atlético Junior – Guabirá Montero 5:1 - Raúl Chaparro, Iván René Valenciano (2), Carlos Alberto Castro, Alexis Antonio Mendoza – Marcelo Ceballos |
| 29.03 América Cali – Guabirá Montero 5:0 - Giovanni Hernández, Antony de Ávila (2), Jersson González, Wilmer Pérez                                      |
| 03.04 América Cali – Atlético Junior 2:0 - Antony de Ávila (2)                                                                                          |
| 03.04 Guabirá Montero – CD San José 4:1 - Douglas Cuenca s, Mauricio Ramos (2), Líder Paz – Roly Paniagua                                               |
| 09.04 CD San José – Atlético Junior 2:0 - Iver Baca, Roberto Espíndola                                                                                  |
| 12.04 Guabirá Montero – Atlético Junior 1:1 - Julio César Amarilla – Iván René Valenciano                                                               |
| 16.04 Atlético Junior – CD San José 1:0 - Toninho k |
| 19.04 América Cali – CD San José 2:0 - Giovanni Hernández, Antony de Ávila                                                                              |

| Klub            | Mecze | Zw | Rem | Por | Pkt | BrZd | BrStr |
| --------------- | ----- | -- | --- | --- | --- | ---- | ----- |
| América Cali    | 6     | 4  | 0   | 2   | 12  | 11   | 2     |
| Atlético Junior | 6     | 3  | 1   | 2   | 10  | 8    | 6     |
| CD San José     | 6     | 3  | 0   | 3   | 9   | 6    | 8     |
| Guabirá Montero | 6     | 1  | 1   | 4   | 4   | 7    | 16    |

### Grupa 4Brazylia,Chile
| 13.03 Corinthians Paulista – Botafogo FR 3:0 - Leonardo, Edmundo, Marcelinho Carioca                                                         |
| 13.03 Club Universidad de Chile – CD Universidad Católica 2:0 - Cristian Alberto Traverso, Marcelo Salas                                     |
| 19.03 CD Universidad Católica – Corinthians Paulista 2:3 - Sebastián Rozental, Daniel Fernando López – Marcelinho Carioca, Leonardo, Edmundo |
| 22.03 Club Universidad de Chile – Corinthians Paulista 1:0 - Rodrigo Alejandro Goldberg Mierzejewski                                         |
| 26.03 Botafogo FR – CD Universidad Católica 4:1 - Dauri, Túlio (2), Bentinho – Marcelo Caro                                                  |
| 29.03 Corinthians Paulista – CD Universidad Católica 3:1 - Leonardo, Marcelinho Carioca, Souza – Caté                                        |
| 03.04 Botafogo FR – Corinthians Paulista 1:1 - Dauri – Souza                                                                                 |
| 03.04 CD Universidad Católica – Club Universidad de Chile 0:0                                                                                |
| 09.04 CD Universidad Católica – Botafogo FR 2:1 - Sebastián Rozental (2) – Bentinho                                                          |
| 12.04 Club Universidad de Chile – Botafogo FR 2:1 - Marcelo Salas, Walter Gustavo Silvani – Jefferson                                        |
| 16.04 Corinthians Paulista – Club Universidad de Chile 3:1 - Edmundo, Leonardo (2) – Rodrigo Alejandro Goldberg Mierzejewski                 |
| 19.04 Botafogo FR – Club Universidad de Chile 3:1 - Dauri, Ronald Hugo Fuentes s, Bentinho – Leonardo Adrian Rodríguez                       |

| Klub                      | Mecze | Zw | Rem | Por | Pkt | BrZd | BrStr |
| ------------------------- | ----- | -- | --- | --- | --- | ---- | ----- |
| Corinthians Paulista      | 6     | 4  | 1   | 1   | 13  | 13   | 6     |
| Club Universidad de Chile | 6     | 3  | 1   | 2   | 10  | 7    | 7     |
| Botafogo FR               | 6     | 2  | 1   | 3   | 7   | 10   | 10    |
| CD Universidad Católica   | 6     | 1  | 1   | 4   | 4   | 6    | 13    |

### Grupa 5Argentyna,Wenezuela
| 13.03 Minerven Puerto Ordaz – Caracas FC 4:2 - Héctor Pablo Bidoglio, Edson Argenis Tortolero, Luis Enrique Vera, Miguel Echenaussi – Gerson Diomar Díaz, Ibrahim Salizú |
| 13.03 San Lorenzo de Almagro – River Plate 1:1 - Carlos Netto – Enzo Francescoli                                                                                         |
| 18.03 Minerven Puerto Ordaz – San Lorenzo de Almagro 2:2 - Ariel Are, Félix Hernández – Carlos Netto, Claudio Darío Biaggio                                              |
| 22.03 Caracas FC – San Lorenzo de Almagro 1:1 - Gerson Diomar Díaz k – Rubén Bernuncio                                                                                   |
| 25.03 Minerven Puerto Ordaz – River Plate 1:2 - Rafael Ernesto Castellín – Gabriel Amato, Hernán Jorge Crespo                                                            |
| 29.03 Caracas FC – River Plate 1:4 - Ibrahim Salizú – Gabriel Cedrés (2), Gabriel Amato, Enzo Francescoli                                                                |
| 03.04 Caracas FC – Minerven Puerto Ordaz 1:1 - Gerson Diomar Díaz – Héctor Pablo Bidoglio                                                                                |
| 03.04 River Plate – San Lorenzo de Almagro 0:0 |
| 09.04 San Lorenzo de Almagro – Minerven Puerto Ordaz 4:0 - Claudio Darío Biaggio (2), Esteban Fernando González, Roberto Carlos Monserrat                                |
| 12.04 River Plate – Minerven Puerto Ordaz 5:0 - Enzo Francescoli (2), Noel Sanvicente s, Hernán Jorge Crespo, Gabriel Amato                                              |
| 16.04 San Lorenzo de Almagro – Caracas FC 5:1 - Claudio Darío Biaggio, Roberto Carlos Monserrat (2), Paulo Silas k, Claudio Alejandro Rivadero – Gerson Diomar Díaz      |
| 19.04 River Plate – Caracas FC 2:0 - Hernán Jorge Crespo, Facundo Villalba                                                                                               |

| Klub                   | Mecze | Zw | Rem | Por | Pkt | BrZd | BrStr |
| ---------------------- | ----- | -- | --- | --- | --- | ---- | ----- |
| River Plate            | 6     | 4  | 2   | 0   | 14  | 14   | 3     |
| San Lorenzo de Almagro | 6     | 2  | 4   | 0   | 10  | 13   | 5     |
| Minerven Puerto Ordaz  | 6     | 1  | 2   | 3   | 5   | 8    | 16    |
| Caracas FC             | 6     | 0  | 2   | 4   | 2   | 6    | 17    |

### Obrońca tytułu
| Grêmio Porto Alegre jako obrońca tytułu awansował do 1/8 finału bez gry |

## 1/8 finału
| CD San José – Barcelona SC 1:0 i 1:2, karne 2:4 - 01.05 Marco Ferrufino - 08.05 Fernando Rivera – Gilson De Souza, Máximo Wilson Tenorio - Karne: Roly Paniagua (+), Óscar Villegas (+), Marco Herrera (-), Carlos Daza (-) – Gilson De Souza (+), Manuel Uquillas (+), Albeiro Usuriaga (+), Marcelo Morales (+), Villarreal (-) |
| San Lorenzo de Almagro – CA Peñarol 3:2 i 5:1 - 02.05 Javier Alejandro Arbarello, Óscar Alfredo Ruggeri, Claudio Darío Biaggio – Luis Alberto Romero, Óscar Osvaldo Aguirregaray - 08.05 Claudio Darío Biaggio (2), Roberto Carlos Monserrat (2), Javier Alejandro Arbarello – Antonio Pacheco d'Agosti |
| Minerven Puerto Ordaz – América Cali 1:1 i 1:4 - 01.05 Ariel Are – Álex Escobar k - 08.05 Bidoglio Rodallegas – Antony de Ávila (3), Henry Zambrano |
| Espoli Quito – Corinthians Paulista 1:3 i 0:2 - 01.05 Teodoro Jauch – Cristiano, Jorge Ballesteros s, Velmer García s - 08.05 Marcelinho Carioca, Tupãzinho |
| Club Sporting Cristal – River Plate 2:1 i 2:5 - 01.05 Nolberto Solano, Julinho – Hernán Jorge Crespo - 08.05 Nolberto Solano, Julinho – Hernán Jorge Crespo (2), Enzo Francescoli, Ariel Ortega, Gabriel Cedrés |
| Cerro Porteño – Atlético Junior 0:0 i 0:1 - 01.05 0:0 - 08.05 Iván René Valenciano |
| Club Universidad de Chile – Defensor Sporting 3:2 i 1:2, karne 7:6 - 01.05 Leonardo Adrian Rodríguez k, Marcelo Salas, Esteban Andrés Valencia – Sebastián Abreu (2) - 09.05 Leonardo Adrian Rodríguez k – Sebastián Abreu (2) - Karne: Leonardo Adrian Rodríguez (+), Marcelo Salas (+), Víctor Castañeda (+), Patricio Mardones (+), Pablo Manuel Galdames (-), Walter Gustavo Silvani (+), Cristian Alberto Traverso (+), Ronald Hugo Fuentes (+) – Sebastián Abreu (+), José Chilelli (+), Leonardo Jorge Romay (+), Jorge da Silva (+), Vargas (-), Tabaré Silva (+), Andrés Fleurquín (+), Rubén Dos Santos (-) |
| Botafogo FR – Grêmio Porto Alegre 1:1 i 0:2 - 01.05 Jamir – Jardel - 08.05 Luciano, Carlos Miguel |

## 1/4 finału
| Club Universidad de Chile – Barcelona SC 2:0 i 1:1 - 15.05 Marcelo Salas, Víctor Castañeda - 22.05 Patricio Mardones k – Manuel Uquillas                             |
| Atlético Junior – América Cali 1:1 i 0:1 - 15.05 Iván René Valenciano – Wilmer Pérez - 22.05 Antony de Ávila                                                         |
| San Lorenzo de Almagro – River Plate 1:2 i 1:1 - 15.05 Óscar Alfredo Ruggeri – Hernán Jorge Crespo, Ariel Ortega - 22.05 Óscar Alfredo Ruggeri – Hernán Jorge Crespo |
| Corinthians Paulista – Grêmio Porto Alegre 0:3 i 1:0 - 15.05 Jardel (2), Paulo Nunes - 22.05 Edmundo                                                                 |

## 1/2 finału
| Grêmio Porto Alegre – América Cali 1:0 i 1:3 - 04.06 Luis Carlos Goiano - 12.06 Jardel – Jorge Hernán Bermúdez (2), Álex Escobar                                   |
| Club Universidad de Chile – River Plate 2:2 i 0:1 - 05.06 Esteban Andrés Valencia, Marcelo Salas – Enzo Francescoli, Juan Pablo Sorín - 12.06 Matías Jesús Almeyda |

## FINAŁ
| América Cali – River Plate 1:0 i 0:2 |
| 19 czerwca 1996 Cali Estadio Olímpico Pascual Guerrero (?) América Cali – River Plate 1:0 (1:0) Sędzia: Óscar Velásquez (Paragwaj) Bramki: 1:0 Antony de Ávila 26 Corporación Deportiva América de Cali: Óscar Eduardo Córdoba – James Cardona (Giovanni Hernández), Jorge Hernán Bermúdez, Carlos Asprilla, Foad Maziri – Wilmer Cabrera, Alfredo Berti, Frankie Oviedo, Álex Escobar – Antony de Ávila, Henry Zambrano (Ricardo Pérez). Trener: Diego Edison Umaña. Club Atlético River Plate: Germán Burgos – Hernán Edgardo Díaz, Celso Rafael Ayala, Guillermo Daniel Rivarola, Ricardo Daniel Altamirano – Matías Jesús Almeyda, Leonardo Rubén Astrada, Juan Pablo Sorín, Ariel Ortega (Marcelo Daniel Gallardo) – Enzo Francescoli (Juan Gómez), Hernán Jorge Crespo (Pablo Lavallén). Trener: Ramón Ángel Díaz. |
| 26 czerwca 1996 Buenos Aires Estadio Monumental (?) River Plate – América Cali 2:0 (1:0) Sędzia: Júlio Matto (Urugwaj) Bramki: 1:0 Hernán Jorge Crespo 6, 2:0 Hernán Jorge Crespo 59 Club Atlético River Plate: Germán Burgos – Hernán Edgardo Díaz, Celso Rafael Ayala, Guillermo Daniel Rivarola, Ricardo Daniel Altamirano – Matías Jesús Almeyda, Marcelo Alejandro Escudero (Juan Gómez), Gabriel Cedrés, Ariel Ortega (Juan Pablo Sorín) – Enzo Francescoli, Hernán Jorge Crespo (Marcelo Daniel Gallardo). Trener: Ramón Ángel Díaz. Corporación Deportiva América de Cali: Óscar Eduardo Córdoba – Jorge Hernán Bermúdez, Carlos Asprilla, Arley Dinas – Wilmer Cabrera, Alfredo Berti, Foad Maziri, Frankie Oviedo, Álex Escobar – Antony de Ávila, Henry Zambrano. Trener: Diego Edison Umaña.                 |

## Klasyfikacja
Poniższa tabela ma charakter statystyczny. O kolejności decyduje na pierwszym miejscu osiągnięty etap rozgrywek, a dopiero potem dorobek bramkowo-punktowy. W przypadku klubów, które odpadły w rozgrywkach grupowych o kolejności decyduje najpierw miejsce w tabeli grupy, a dopiero potem liczba zdobytych punktów i bilans bramkowy.
| Poz                                                                     | Klub                      | Mecze | Zw | Rem | Por | Pkt | BrZd | BrStr |
| ----------------------------------------------------------------------- | ------------------------- | ----- | -- | --- | --- | --- | ---- | ----- |
| 1                                                                       | River Plate               | 14    | 8  | 4   | 2   | 28  | 28   | 12    |
| 2                                                                       | América Cali              | 14    | 8  | 2   | 4   | 26  | 22   | 9     |
| 3                                                                       | Club Universidad de Chile | 12    | 5  | 3   | 4   | 18  | 16   | 15    |
| 4                                                                       | Grêmio Porto Alegre       | 6     | 3  | 1   | 2   | 10  | 8    | 5     |
| 5                                                                       | Corinthians Paulista      | 10    | 7  | 1   | 2   | 22  | 19   | 10    |
| 6                                                                       | San Lorenzo de Almagro    | 10    | 4  | 5   | 1   | 17  | 23   | 11    |
| 7                                                                       | Barcelona SC              | 10    | 5  | 2   | 3   | 17  | 14   | 13    |
| 8                                                                       | Atlético Junior           | 10    | 4  | 3   | 3   | 15  | 10   | 8     |
| 9                                                                       | CD San José               | 8     | 4  | 0   | 4   | 12  | 8    | 10    |
| 10                                                                      | Cerro Porteño             | 8     | 3  | 2   | 3   | 11  | 8    | 8     |
| 11                                                                      | Defensor Sporting         | 8     | 2  | 4   | 2   | 10  | 10   | 10    |
| 12                                                                      | Club Sporting Cristal     | 8     | 2  | 4   | 2   | 10  | 10   | 13    |
| 13                                                                      | CA Peñarol                | 8     | 2  | 3   | 3   | 9   | 16   | 18    |
| 14                                                                      | Botafogo FR               | 8     | 2  | 2   | 4   | 8   | 11   | 13    |
| 15                                                                      | Espoli Quito              | 8     | 2  | 0   | 6   | 6   | 8    | 15    |
| 16                                                                      | Minerven Puerto Ordaz     | 8     | 1  | 3   | 4   | 6   | 10   | 21    |
| 17                                                                      | Universitario de Deportes | 6     | 2  | 1   | 3   | 7   | 7    | 9     |
| 18                                                                      | Club Olimpia              | 6     | 1  | 2   | 3   | 5   | 5    | 6     |
| 19                                                                      | CD Universidad Católica   | 6     | 1  | 1   | 4   | 4   | 6    | 13    |
| 20                                                                      | Guabirá Montero           | 6     | 1  | 1   | 4   | 4   | 7    | 16    |
| 21                                                                      | Caracas FC                | 6     | 0  | 2   | 4   | 2   | 6    | 17    |
| Podsumowanie: 90 meczów, w tym 23 remisy, 252 bramki – 2,80 bramki/mecz |                           |       |    |     |     |     |      |       |